# 대공포탑

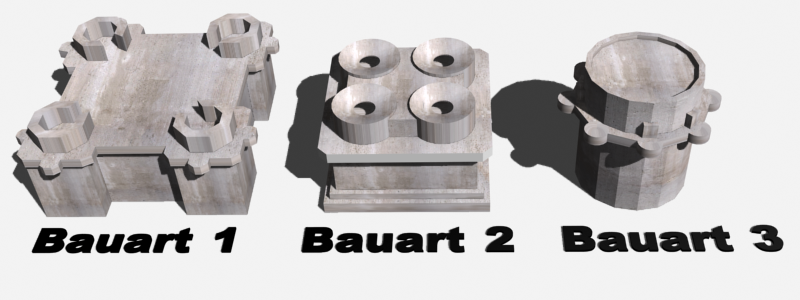

대공포탑(對空砲塔, flak tower)은 주로 높은 건물이나 탑 옥상에 대공포를 설비한 방어시설이다.

## 같이 보기
- 동물원 대공포탑